# 後藤寺テレビ中継局
後藤寺テレビ中継局（ごとうじテレビちゅうけいきょく）は、福岡県田川市にあるテレビ中継局。
送信所の所在する田川市とその周辺は基本的に行橋中継局（大坂山）のエリアであるが、行橋局から見て陰となる地域が複数存在する上、田川郡南部などに隣接する山間部でも電波の届きにくい地域がある。これらをカバーする目的で置局されている。

## 所在地
- 田川市大字猪国字上ノ城東大平3194番地（金国山中腹）

## 開局年月日
- NHKアナログ…1974年（昭和49年）8月30日
- 民放アナログ中継局…1982年（昭和57年）2月5日
- デジタル中継局…2008年（平成20年）11月10日

## チャンネルと出力

### デジタルテレビジョン放送
| ID | 放送局名        | 放送局名        | 物理ｃｈ | 空中線電力 | ERP  | 放送対象地域 | 放送区域内 世帯数 | 偏波     |
| -- | --------------- | --------------- | -------- | ---------- | ---- | ------------ | ----------------- | -------- |
| 1  | KBC九州朝日放送 | KBC九州朝日放送 | 31→23ch  | 1W         | 5.6W | 福岡県       | 2万0392世帯       | 水平偏波 |
| 2  | NHK北九州       | Eテレ           | 42ｃｈ   | 1W         | 6.9W | 全国         | 2万0392世帯       | 水平偏波 |
| 3  | NHK北九州       | 総合            | 40→43ch  | 1W         | 6.9W | 福岡県東部   | 2万0392世帯       | 水平偏波 |
| 4  | RKB毎日放送     | RKB毎日放送     | 30ｃｈ   | 1W         | 5.6W | 福岡県       | 2万0392世帯       | 水平偏波 |
| 5  | FBS福岡放送     | FBS福岡放送     | 32→20ch  | 1W         | 5.6W | 福岡県       | 2万0392世帯       | 水平偏波 |
| 7  | TVQ九州放送     | TVQ九州放送     | 26ｃｈ   | 1W         | 5.6W | 福岡県       | 2万0392世帯       | 水平偏波 |
| 8  | TNCテレビ西日本 | TNCテレビ西日本 | 29ｃｈ   | 1W         | 5.6W | 福岡県       | 2万0392世帯       | 水平偏波 |

- 2008年（平成20年）9月18日に予備免許交付、10月15日から11月9日まで試験放送実施、11月5日に本免許交付。
- TVQはアナログ放送では開局されなかったため、デジタル新局として開局。
- 物理チャンネルは当初TVQを除き行橋局・北九州局と同一であったが、外国波による混信障害が深刻となったため、2017年（平成29年）12月11日から翌年2月6日を移行期間として一部局でチャンネル変更を実施することになった[1]。

### アナログテレビジョン放送
| ch | 放送局名        | 空中線電力 （映像/音声） | ERP （映像/音声） | 放送対象地域 | 放送区域内世帯数 | 偏波     |
| -- | --------------- | ------------------------ | ----------------- | ------------ | ---------------- | -------- |
| 16 | FBS福岡放送     | 10W/2.5W                 | 48W/12W           | 福岡県       | 約-世帯          | 水平偏波 |
| 18 | KBC九州朝日放送 | 10W/2.5W                 | 48W/12W           | 福岡県       | 約-世帯          | 水平偏波 |
| 20 | RKB毎日放送     | 10W/2.5W                 | 48W/12W           | 福岡県       | 約-世帯          | 水平偏波 |
| 24 | TNCテレビ西日本 | 10W/2.5W                 | 48W/12W           | 福岡県       | 約-世帯          | 水平偏波 |
| 36 | NHK北九州総合   | 10W/2.5W                 | 72W/18W           | 福岡県東部   | 約-世帯          | 水平偏波 |
| 38 | NHK北九州教育   | 10W/2.5W                 | 72W/18W           | 全国         | 約-世帯          | 水平偏波 |

- TVQにはチャンネルが割り当てられていなかった。全局2011年（平成23年）7月24日を以って廃局。